# Obwodnica śródmiejska Szczecina
Obwodnica śródmiejska Szczecina – budowana obecnie szczecińska obwodnica, mająca połączyć północne i południowe dzielnice miasta, omijając centrum. Budowa obwodnicy realizowana jest w 9 etapach. Decyzję o budowie obwodnicy podjęto w lipcu 1996 roku. Prace rozpoczęto w 1998 realizacją etapu I. Do 2018 roku zrealizowano etapy I–V o łącznej długości około 3,8 km. 
Nie istnieje całościowy projekt inwestycji. Projekty dotyczące poszczególnych etapów tworzone są na bieżąco.
Cała obwodnica ma mieć długość 9,2 km i jest podzielona na dwie części. Realizowana w pierwszej kolejności część północna, od ul. Rugiańskiej do ul. Wojska Polskiego, została zaprojektowana w klasie G (główna) i charakteryzuje się skrzyżowaniami kolizyjnymi. Część druga (zachodnia), od ul. Wojska Polskiego (Węzeł Łękno) do ul. Kolumba, jest przewidziana jako główna przyspieszona (GP) i ma mieć skrzyżowania bezkolizyjne.

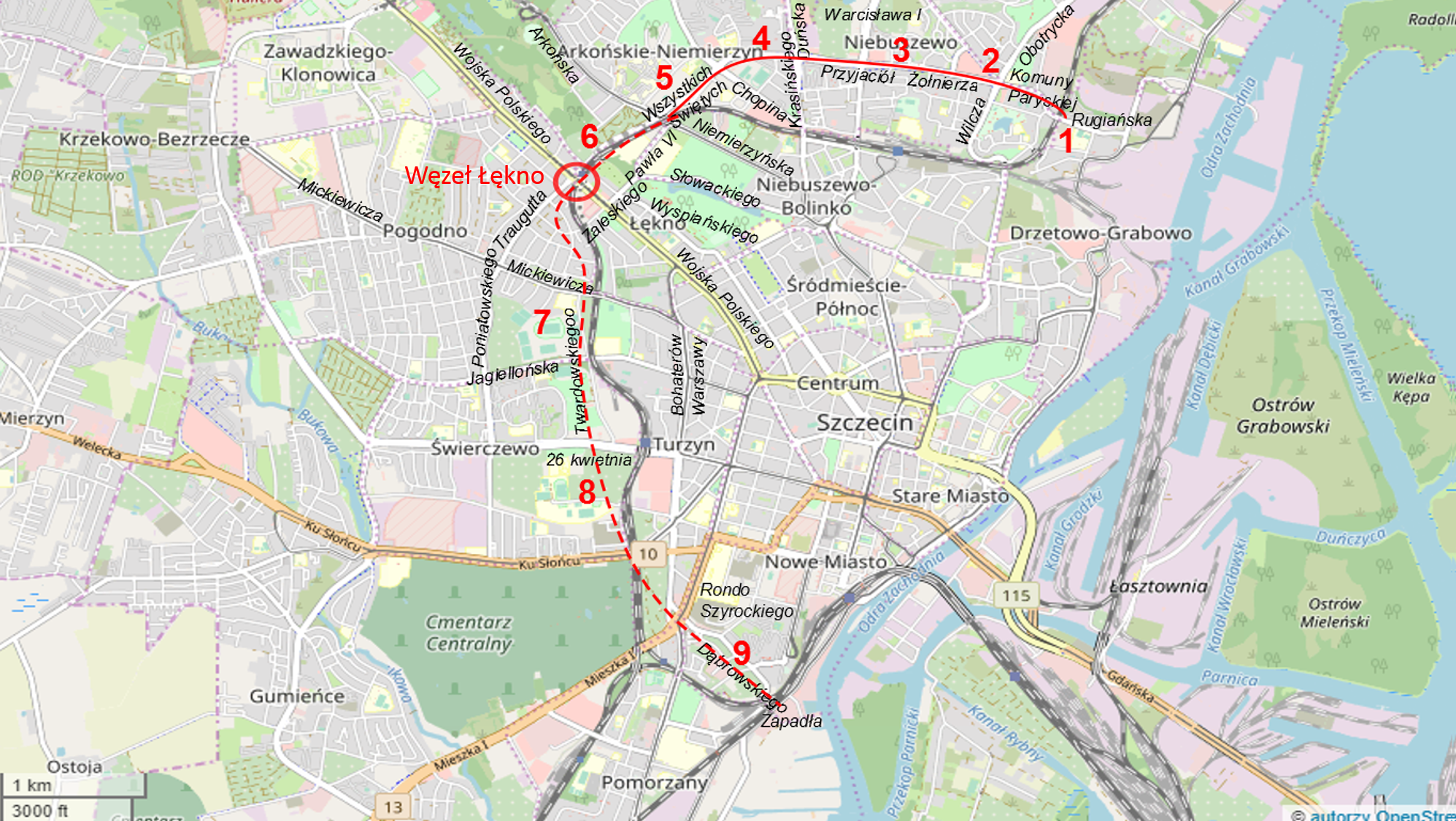
Orientacyjny szkic obwodnicy (cyfry 1–9 wskazują obszar realizacji kolejnych etapów): linia ciągła – część północna (etapy I-V), zrealizowana w latach 1998–2018, linia przerywana – orientacyjny szkic zamierzeń (plany realizacyjne będą publikowane sukcesywnie)

## Poszczególne etapy budowy obwodnicy

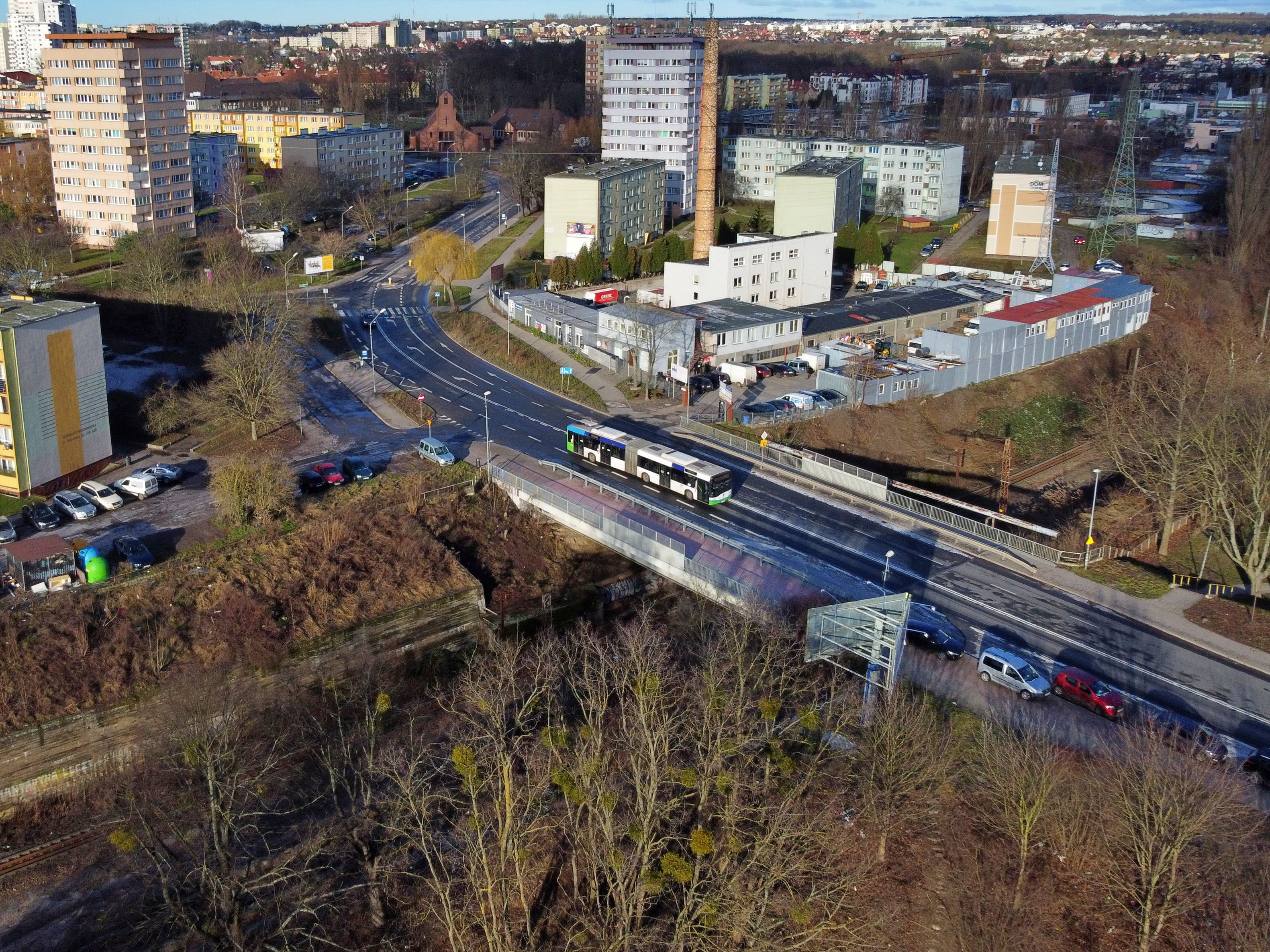
Obwodnica śródmiejska - etap 1 (wiadukt na ul. Rugiańskiej)

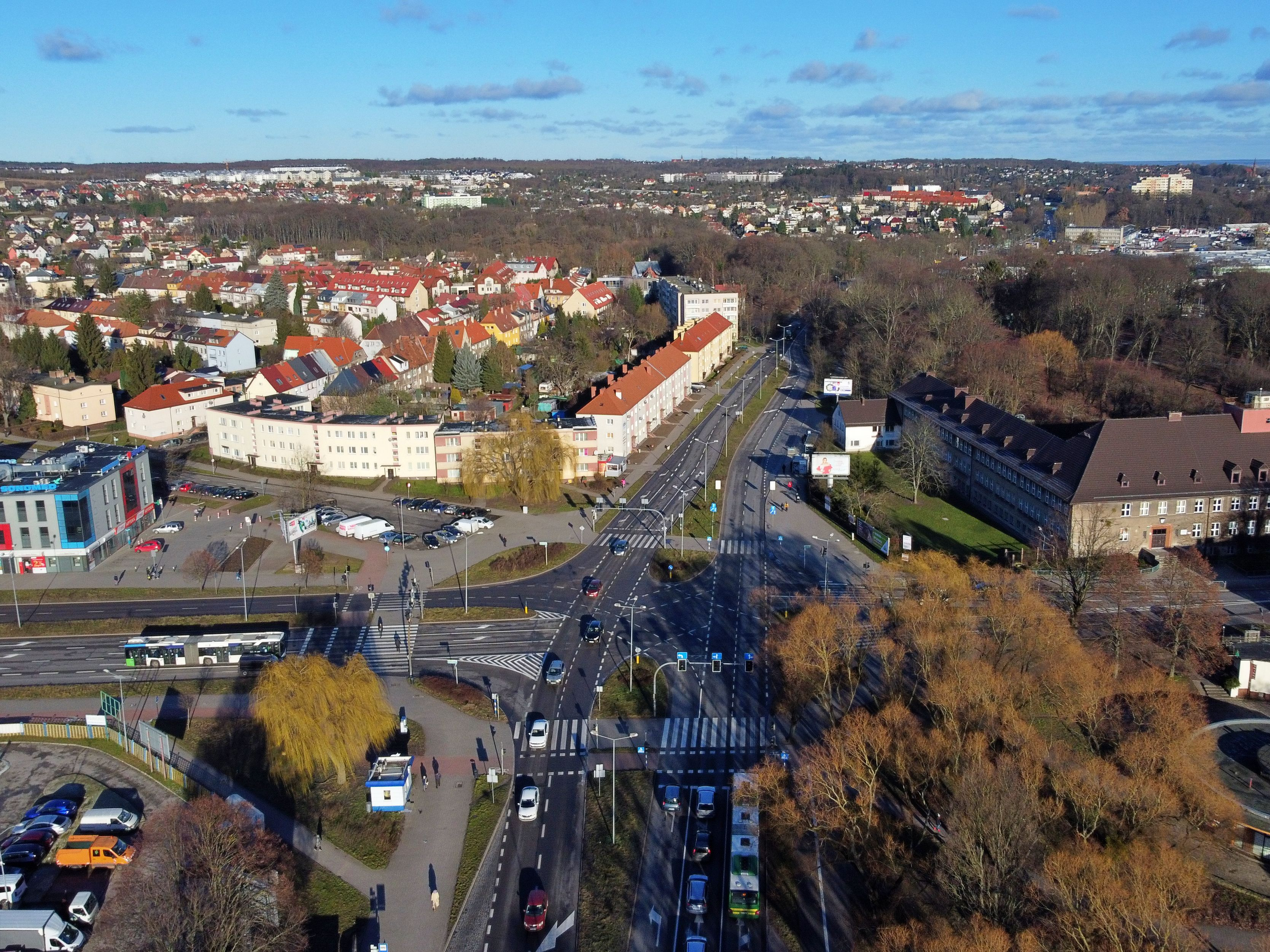
Obwodnica śródmiejska - etap 2 (skrzyżowania ulic Wilczej, Komuny Paryskiej i Przyjaciół Żołnierza)

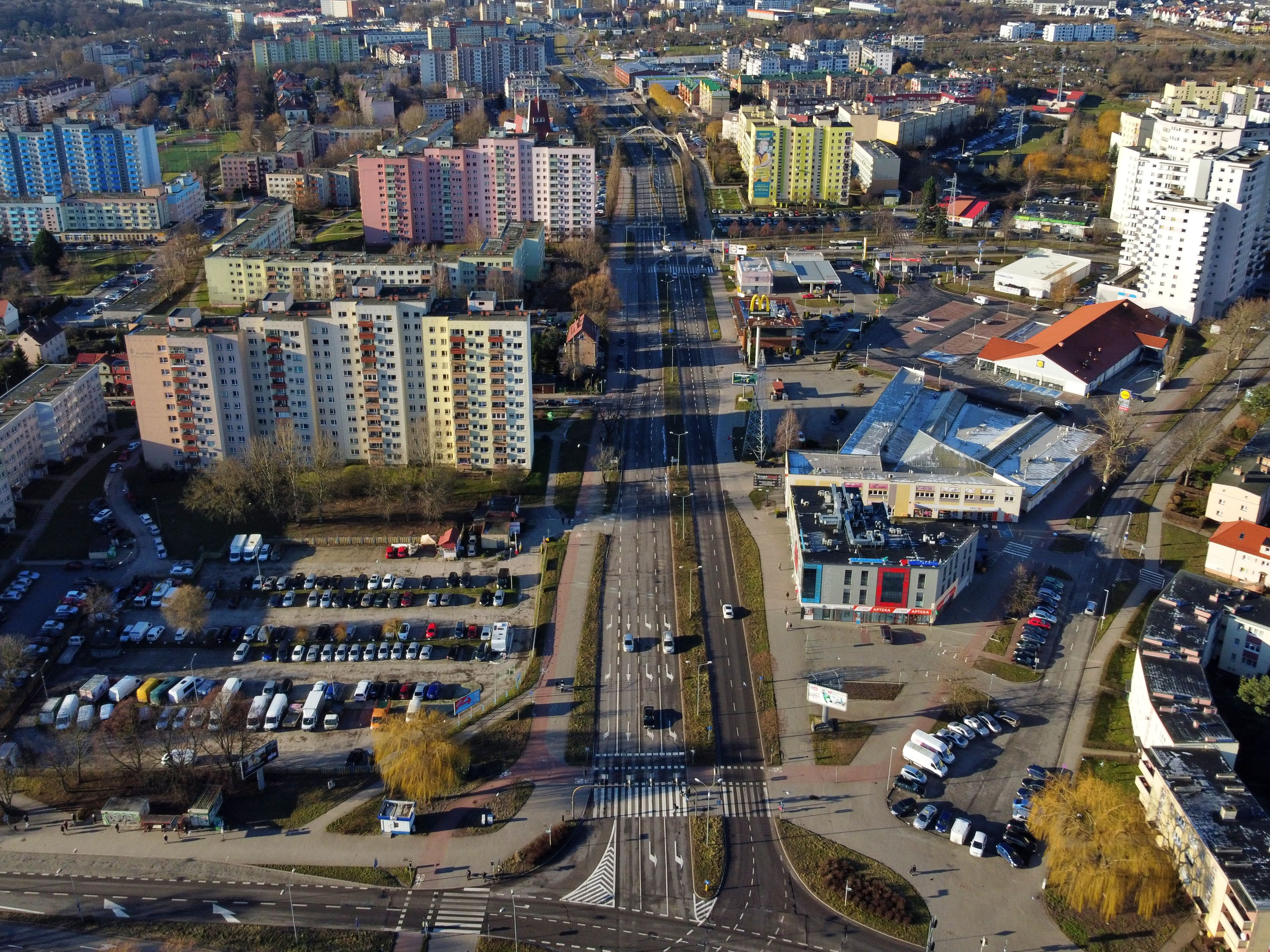
Obwodnica śródmiejska - etap 3 (na pierwszym planie skrzyżowanie z ul. Wilczą i Obotrycką)

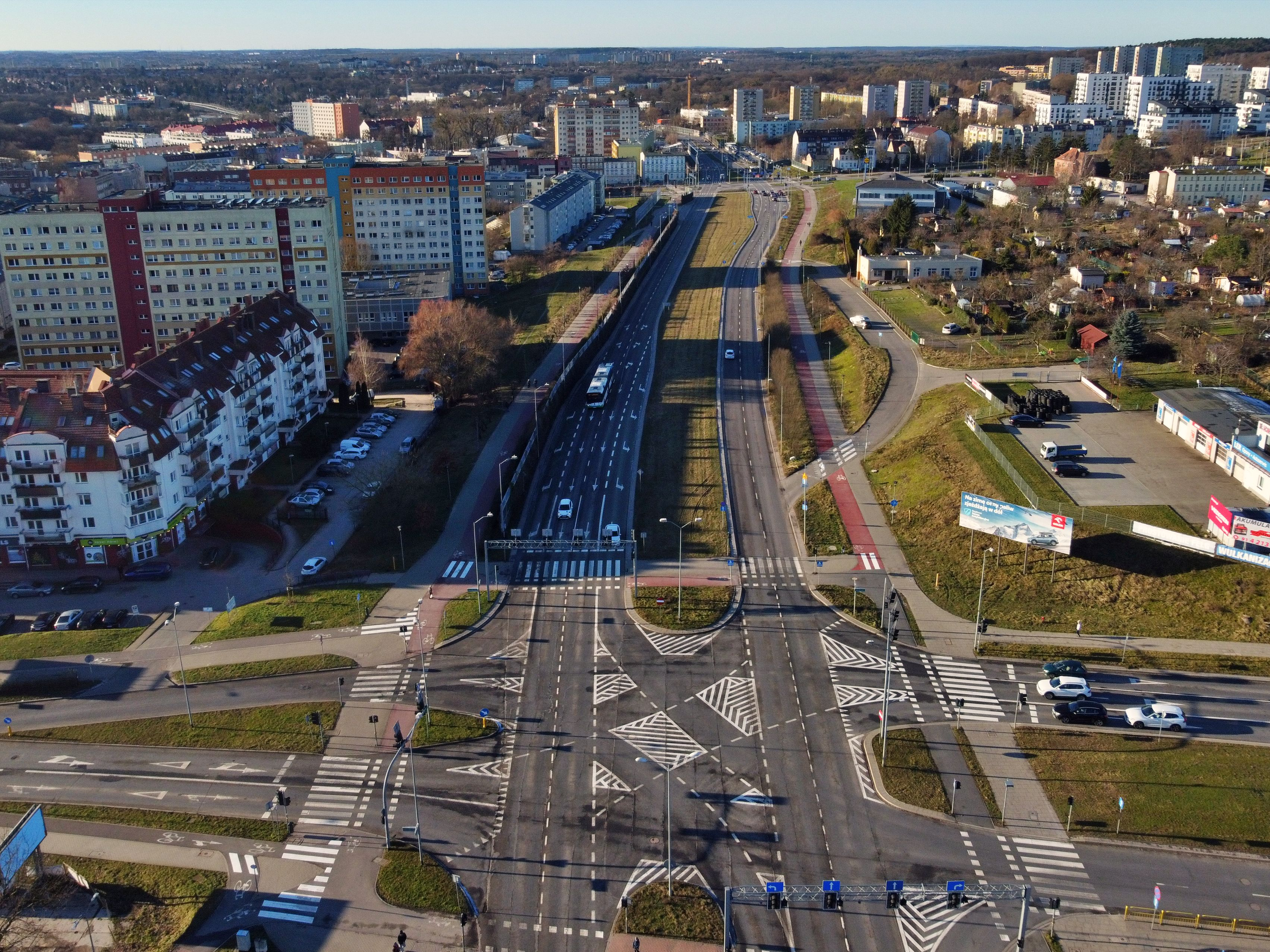
Obwodnica śródmiejska - etap 4 (na pierwszym planie skrzyżowanie z ul. Warcisława I)

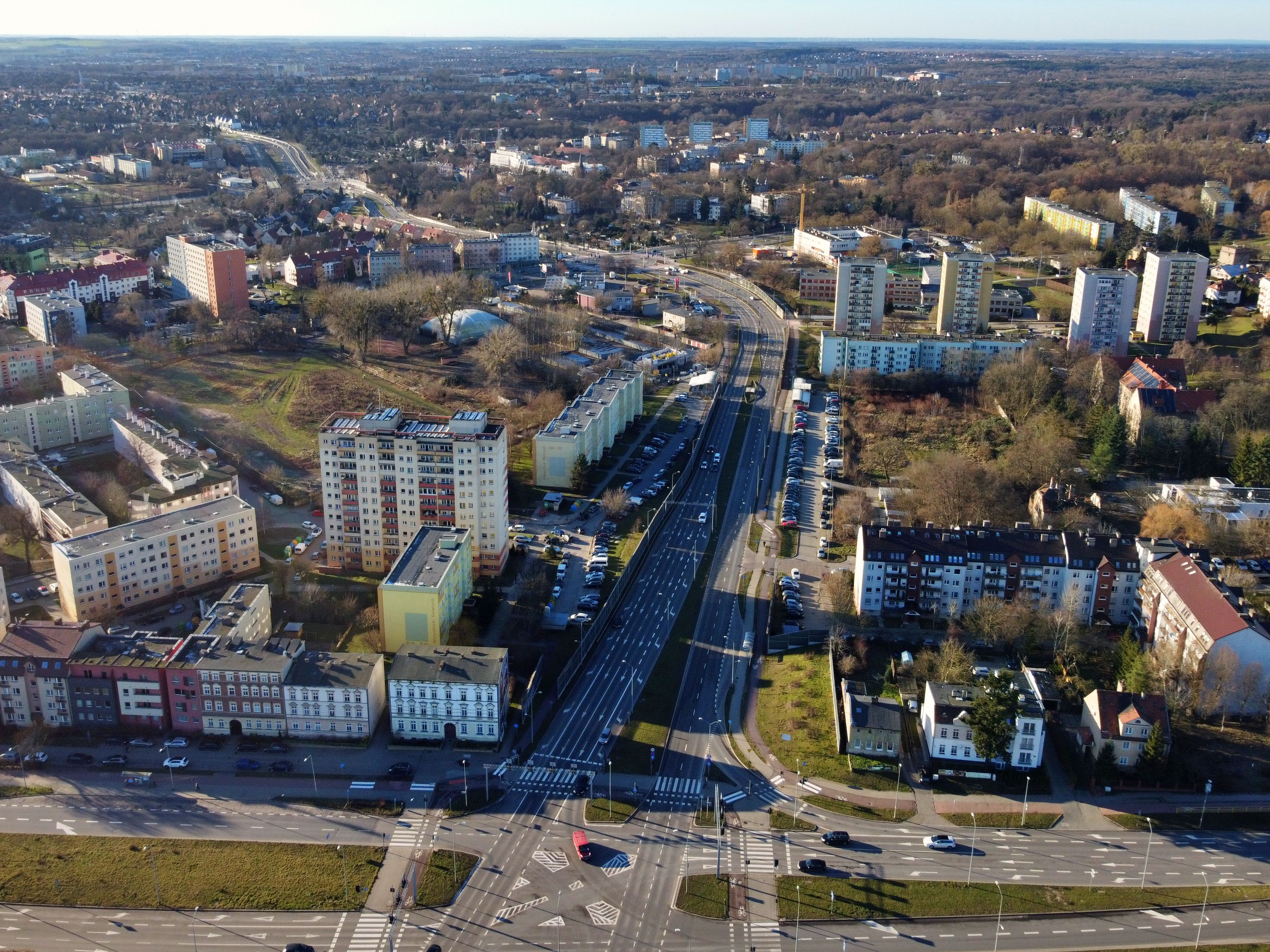
Obwodnica śródmiejska - etap 5 (na pierwszym planie skrzyżowanie z ul. Krasińskiego)

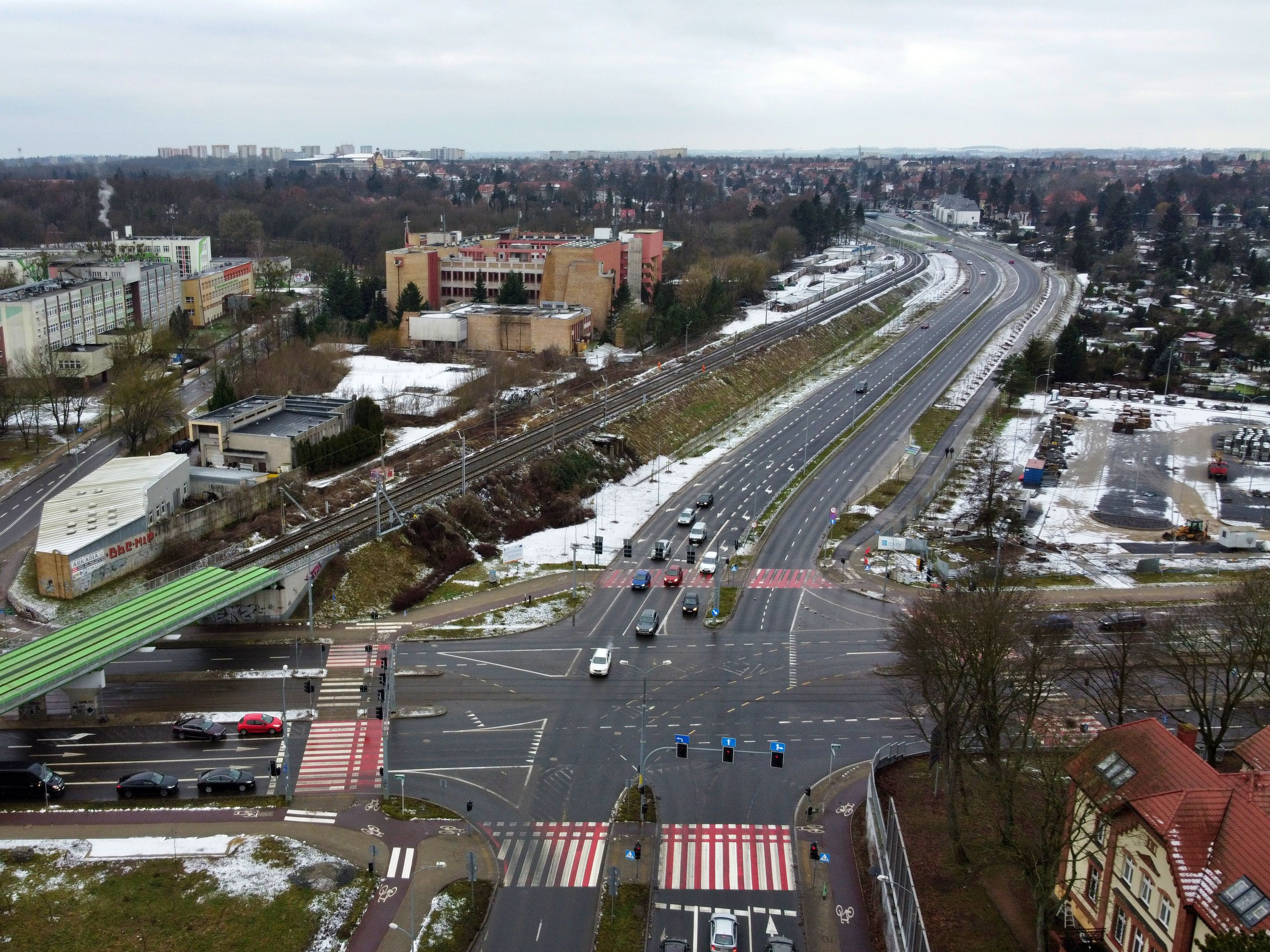
Obwodnica śródmiejska - etap 6 (na pierwszym planie skrzyżowanie z ul. Arkońską)

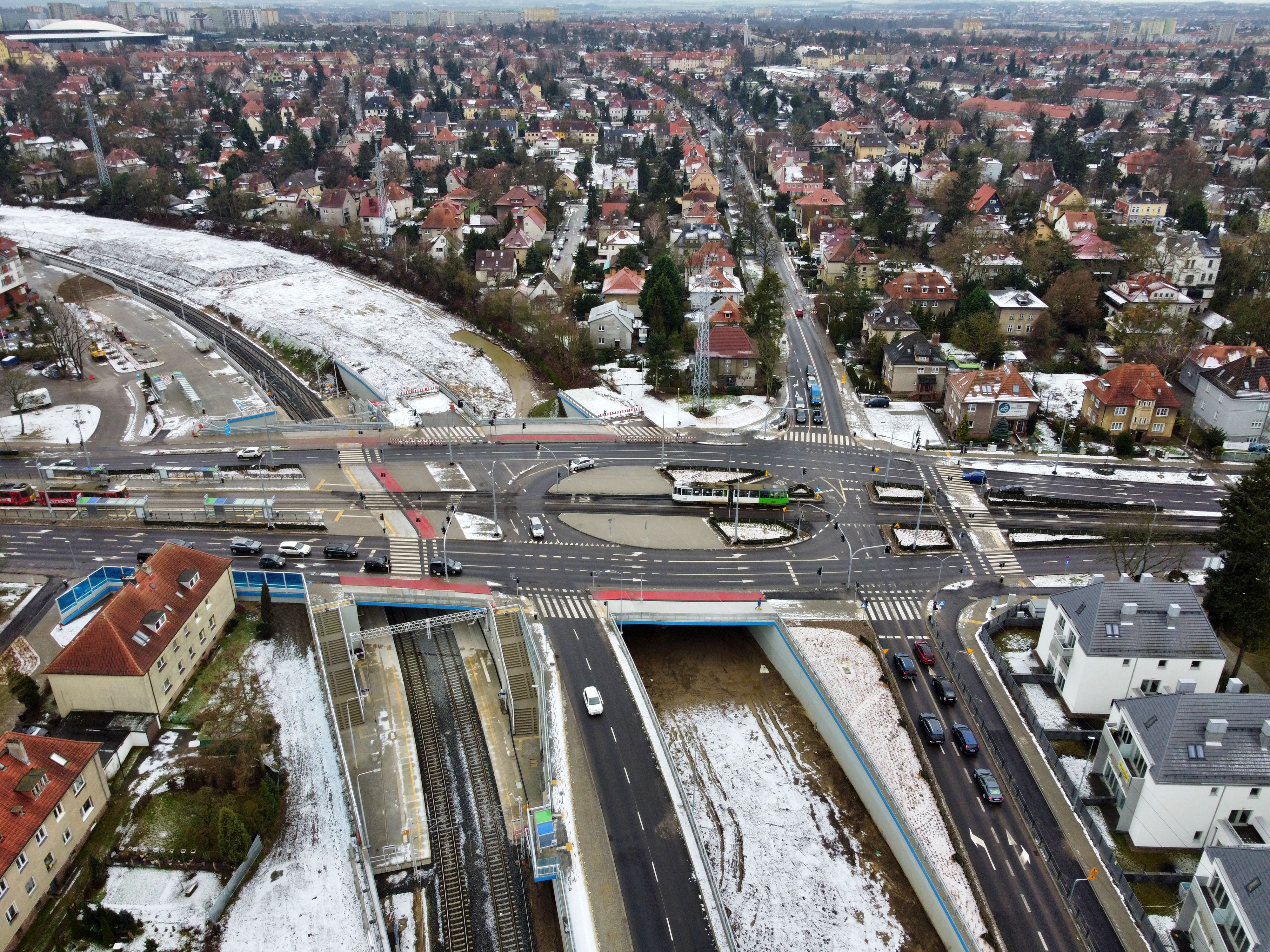
Obwodnica śródmiejska - etap 6 (skrzyżowanie z al. Wojska Polskiego - węzeł Łękno)

### Etap I (ukończony)
Etap I polegał na budowie nowego wiaduktu na ul. Rugiańskiej.

### Etap II (ukończony)
Etap II polegał na przebudowie skrzyżowania ulic Wilczej, Komuny Paryskiej i Przyjaciół Żołnierza. Mieszkańcy okolicznych osiedli domagali się budowy w tym miejscu ronda, ostatecznie zdecydowano się jednak na budowę skrzyżowania. Nowe rozbudowane skrzyżowanie usprawnia również ruch między Centrum Szczecina a osiedlami na północy miasta (Żelechowa, Warszewo, Bukowo i in.) oraz miastem Police.

### Etap III (ukończony)
Podczas etapu III zmodernizowano ulicę Przyjaciół Żołnierza, dobudowując drugą jezdnię. Realizacja tego etapu rozpoczęła się na początku 2006 i trwała rok. Wzdłuż ulicy wybudowano ścieżki rowerowe.
Nad ulicą Przyjaciół Żołnierza zbudowano kładkę dla pieszych, konstrukcji wiszącej, wykonaną ze stali. Została ona wybudowana w roku 2007, a oddana do użytku w październiku. Ma ona 35 metrów długości. Oprócz schodów wybudowano dwa zjazdy dla osób niepełnosprawnych. Schody zostały wyłożone specjalnym materiałem antypoślizgowym.

### Etap IV (ukończony)
Etap IV jest pierwszym etapem, podczas którego została wybudowana zupełnie nowa droga. Powstała na obszarze byłych ogródków działkowych i połączyła ulice Przyjaciół Żołnierza i Krasińskiego. Roboty przy budowie tego etapu zakończyły się pod koniec 2008 roku. Koszt tego etapu wyniósł 17,5 mln złotych. Oprócz samej jezdni zbudowano też ścieżki dla rowerów i postawiono ekrany akustyczne.

### Etap V (ukończony)
Nowa droga licząca 1200 metrów ciągnie się od ulicy Duńskiej/Krasińskiego, przez Zakole, Chopina do Arkońskiej. Podobnie jak odcinek IV droga jest dwujezdniowa. Przebudowano skrzyżowania z ulicami Arkońską, Niemierzyńską i Papieża Pawła VI oraz wiadukt kolejowy nad ulicą Niemierzyńską. Nie ma skrzyżowań dwupoziomowych. 
Przetarg na wykonawcę tego etapu rozpoczął się w marcu 2010 roku, prace budowlane zaczęto na przełomie lat 2010 i 2011, a odcinek oddano do użytku z końcem 2012 roku. Kosztował ok. 79 mln zł.

### Etap VI (ukończony)
Podczas etapu VI na obszarze zlikwidowanych ogródków działkowych powstała nowa ulica nosząca imię ks. abp. Kazimierza Majdańskiego, która połączyła wybudowane podczas etapu V skrzyżowanie z ul. Arkońską z al. Wojska Polskiego. Był to najtrudniejszy z dotychczas zrealizowanych  etapów inwestycji, gdyż wymagał  przecięcia ruchliwej al. Wojska Polskiego. W miejscu przecięcia powstał dwupoziomowy węzeł komunikacyjny „Łękno” (zob. przystanek Szczecin Łękno). Wstępnie przewidywano ukończenie prac w 2019 roku. W rzeczywistości prace zakończyły się w styczniu 2022 r.

### Etap VII (planowany)
Podczas etapu VII zostanie wybudowany najdłuższy odcinek obwodnicy. Trasę łączącą węzeł Łękno z ul. Zaleskiego (obok dowództwa 12 Dywizji Zmechanizowanej) zaprojektowano na obszarze niezabudowanym. Połączenie ul. Zaleskiego z ul. Mickiewicza ma być poprowadzone wzdłuż ul. Henryka Sienkiewicza, obok przemieszczonej linii kolejowej (jest przewidziana likwidacja Parku im. Bolesława Briksa). Między ul. Mickiewicza i dworcem Turzyn powstanie druga nitka ul. Twardowskiego, prowadząca do skrzyżowania z ul. 26 Kwietnia. Nad ulicą Jagiellońską ma być wybudowana estakada.

### Etap VIII (planowany)
Podczas etapu VIII wybudowana zostanie droga łącząca ul. 26 Kwietnia i Mieszka I. Nad ulicami 26 Kwietnia i Ku Słońcu mają być wybudowane estakady.

### Etap IX (planowany)
Etap IX ma polegać na poszerzeniu ulicy Dąbrowskiego pomiędzy ulicami Mieszka I i Zapadłą. Pod rondem Szyrockiego najprawdopodobniej zostanie wybudowany tunel.
Dotychczas nie podjęto decyzji dotyczących sposobu zakończenia realizacji programu. W koncepcjach dotyczących „węzła Zapadła” brano pod uwagę m.in. przedłużenie obwodnicy w kierunku południowo-wschodnim (np. skomunikowanie z ulicą Floriana Krygiera.